# 巴黎谈话
巴黎谈话（英语：Paris Talks）是阿博都巴哈在巴黎的谈话和演讲经整理而成的一本书，其首次出版时命名为《1912年阿博都巴哈在巴黎的谈话》（Talks by `Abdu'l-Bahá Given in Paris in 1912）。因阿博都巴哈本人并未校验过他在巴黎发表的演讲和谈话的记录，因此在理论上，此书的真实性是未知的。圣护守基·阿芬第谈及此书时表示，虽然真实性尚待考证，但此书依旧可以被巴哈伊使用，至于它的真假，最终都将会被验证。
布洛姆菲尔德夫人对阿博都巴哈谈话所做的记录，构成本书的主体部分。